# Taleggio (formaggio)
Il Taleggio è un formaggio italiano a denominazione di origine protetta (DOP), a pasta cruda di latte vaccino, molle e a crosta lavata.

## Storia
Il Taleggio prende il nome dall'omonima valle, situata nell'alta Bergamasca. La produzione di questo formaggio nasce dall'esigenza degli abitanti della zona di conservare il latte eccedente il consumo diretto. Inizialmente il formaggio così prodotto veniva chiamato "stracchino" (strachin in lombardo), nome che per secoli in Lombardia ha contraddistinto, più che un determinato formaggio, in generale tutti i formaggi molli a forma quadrata. Il termine deriva dall'espressione lombarda "strach", che significa stanco, e si riferisce al fatto che il formaggio veniva fatto (e da alcuni viene fatto tuttora) col latte della mungitura serale, quando le mucche giungevano alla stalla "stanche" dopo essere state a pascolare tutto il giorno.
Il nome Taleggio risale invece ai primi del Novecento, quando i casari della valle omonima sentirono la necessità di distinguere i loro formaggi da quelli provenienti da altre zone. Pare soprattutto sotto la spinta di Amilcare Arrigoni, che nativo di Olda in Val Taleggio emigrò e fece fortuna in Francia nel campo della ristorazione, tornato in Italia all'inizio del secolo, si adoperò per rivitalizzare la sua valle iniziando appunto dal Taleggio. È l'inizio del percorso che ha portato questa specialità al riconoscimento della Denominazione di Origine (D.O.) nel 1988, cui è seguita nel 1996 la Denominazione di origine protetta (D.O.P.).
Attualmente la produzione, che è stata per secoli esclusivamente montana, si è estesa progressivamente nella Pianura Padana, dove numerosi caseifici hanno conciliato i metodi tradizionali con le innovazioni tecnologiche. L'incarico di vigilanza sulla commercializzazione del Taleggio è affidato, dal 1981, al Consorzio di Tutela del formaggio Taleggio (CTT). Nato nel 1979 come Ente senza scopo di lucro, il Consorzio ha come obiettivi la tutela, il miglioramento qualitativo e la promozione del formaggio Taleggio, e agisce attraverso:
- assistenza tecnica ai produttori di latte e ai caseifici di trasformazione;
- azioni promozionali;
- attività di controllo per il corretto uso della denominazione "Taleggio".

I caseifici associati al Consorzio effettuano la marchiatura di ciascuna forma conforme ai requisiti specificati nel disciplinare di produzione. Il marchio è formato da 4 cerchi disposti in forma quadrata. Nei primi tre, in senso orario a partire da quello in alto a sinistra, è inserita la lettera "T" maiuscola; nel quarto, in basso a sinistra, è inserito il numero di identificazione del produttore concessionario del marchio. Sugli incarti del formaggio commercializzato è presente il marchio a quadrifoglio, con la sigla CTT, sotto la quale è eventualmente riportato il numero identificativo del produttore.

## Denominazione d'origine
Il Taleggio è un formaggio a denominazione d'origine protetta (DOP): come tale può essere prodotto e stagionato unicamente in Lombardia, nelle province di Bergamo, Brescia, Como, Cremona, Lecco, Lodi, Milano, Pavia; in Piemonte nella provincia di Novara; in Veneto, nella provincia di Treviso. Anche il latte utilizzato per la produzione deve provenire da vacche allevate nelle province citate.
Il procedimento di produzione prevede diverse fasi:
- Coagulazione del latte: il latte (crudo o pastorizzato) è riscaldato alla temperatura di circa 35 °C, raggiunta la quale viene inoculato il lattoinnesto e, successivamente, il caglio. Il lattoinnesto è costituito da Lactobacillus bulgaricus e Streptococcus thermophilus in associazione. Può essere usato lattoinnesto naturale o da colture selezionate. Non è ammesso l'impiego di lattoinnesto ottenuto da organismi geneticamente modificati. Il caglio deve essere esclusivamente animale, liquido, ottenuto da vitello o vitellone.
- Rottura della cagliata: avviene in due tempi. La prima rottura, grossolana, è seguita da una sosta di 10-15 minuti, in modo che il coagulo, dando inizio alla fase di spurgo, acquisti maggiore consistenza. Con la seconda rottura si ottengono glomeruli caseosi della grandezza di una noce.
- Estrazione della cagliata: dopo una pausa di 5 minuti la cagliata viene estratta dalla caldaia e distribuita in stampi quadrati di lato 18–20 cm, adagiati su tavoli spersori, ricoperti di stuoie in materiale plastico o naturale. I tavoli sono leggermente inclinati per favorire il drenaggio del siero. Durante questa fase la cagliata viene rivoltata diverse volte.
- Marchiatura: il marchio viene apposto durante la stufatura, ed è apposto su una faccia piana di ciascuna forma.
- Stufatura: dura da un minimo di 8 a un massimo di 16 ore, a temperatura tra 22 °C e 25 °C circa e umidità circa 90%, la forma viene rivoltata varie volte con cadenze precise. In questa fase la pasta si acidifica e termina lo spurgo del siero
- Salatura: può essere fatta con metodo artigianale a secco oppure con metodo industriale in salamoia per 8-10 ore.
- Stagionatura: deve avvenire esclusivamente nel territorio delle province sopra citate. Effettuata in ambienti a temperatura compresa tra 2 °C e 6 °C, e a umidità compresa tra 85% e 90% circa. Durante la stagionatura le forme devono essere ripetutamente rivoltate e sottoposte a spugnature, esclusivamente con acqua e sale, al fine di mantenere umida la crosta, far comparire il classico colore e controllare la presenza di muffe anomale. Non è ammesso alcun trattamento di crosta. Il periodo minimo di stagionatura è 35 giorni[4].

## Caratteristiche principali

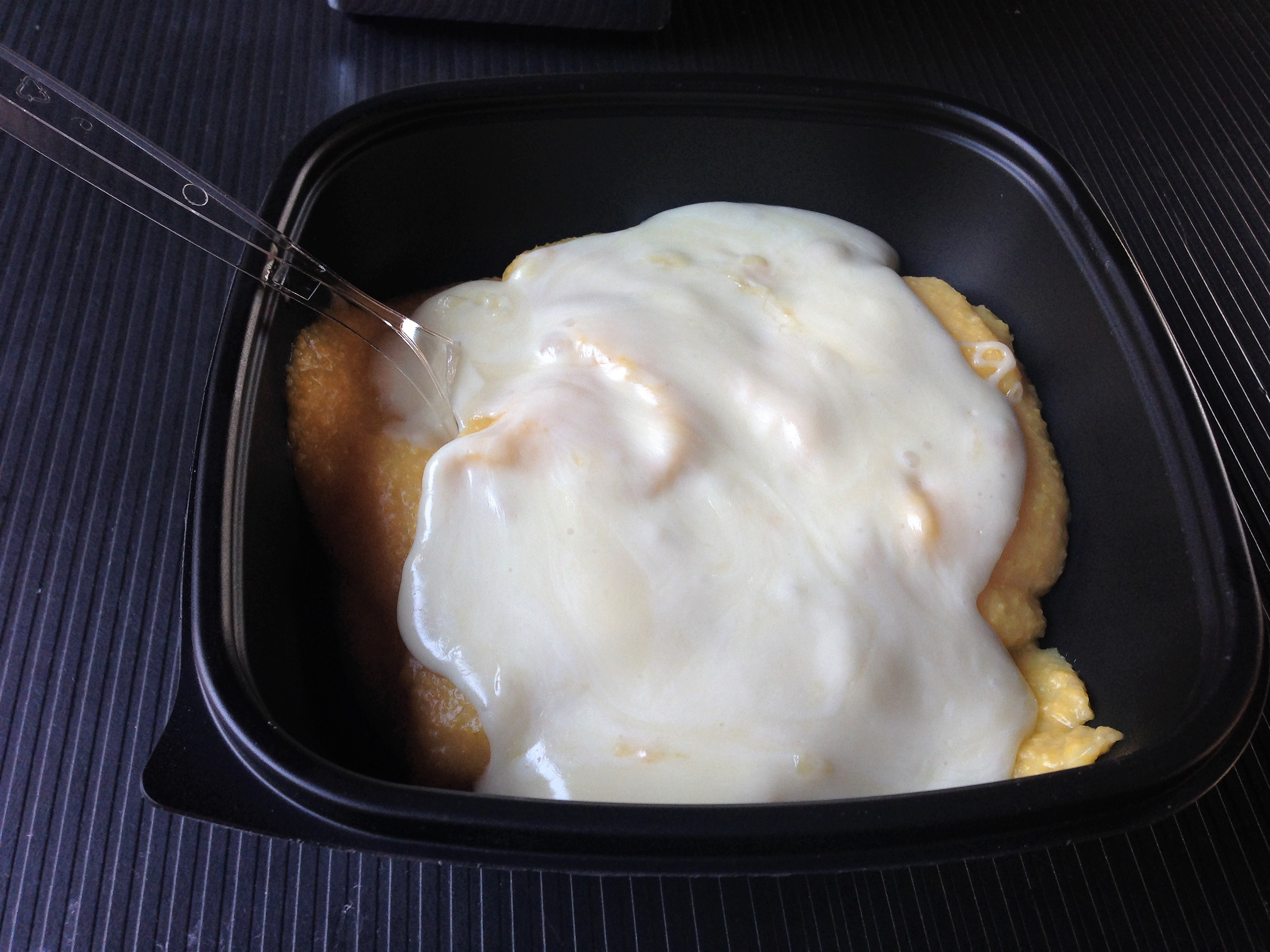
Polenta con taleggio

Il taleggio è un formaggio a crosta lavata, di consistenza molle.
Secondo il disciplinare di produzione il taleggio deve rispondere ai seguenti requisiti:
- Fisici: ogni forma di Taleggio pesa da 1,7 a 2,2 kg ed è un parallelepipedo quadrangolare, con lati di 18–20 cm e scalzo diritto alto 4–7 cm. La crosta è sottile, di consistenza morbida e di colore rosato naturale, con presenza di muffe caratteristiche color grigio e verde – salvia chiaro. La pasta è uniforme e compatta, più morbida sotto la crosta e a fine stagionatura, più friabile al centro della forma. Il colore della pasta varia da bianco a paglierino, con qualche piccolissima occhiatura. Il sapore è dolce, con vena acidula molto lieve, leggermente aromatico, alle volte con retrogusto tartufato; l'odore è caratteristico[5].
- Organolettici: sapore della pasta caratteristico, leggermente aromatico, privo di connotazioni amare, spiccatamente acide o comunque alternative del profilo proprio del Taleggio.
- Chimici: contenuto minimo del 48% di lipidi sulla sostanza secca, estratto secco minimo del 46%, tenore massimo di acqua del 54%. Il valore di furosina non deve essere maggiore di 14 mg/100gr di proteina. Il valore di furosina è un indice che permette di accertare il tipo e l'entità del trattamento termico a cui il latte è stato sottoposto durante il processo di caseificazione e l'eventuale presenza di latte in polvere. I risultati di alcune ricerche hanno confermato che, quando la tecnologia di produzione è conforme al disciplinare, tale valore risulta basso.
- Microflora batterica di superficie: i batteri di superficie formano una crosta, dal caratteristico colore rosso-arancione, responsabile delle proprietà organolettiche di questo formaggio. Infatti il processo di maturazione procede dalla superficie verso l'interno principalmente attraverso la partecipazione degli enzimi microbici. I fattori influenzanti la microflora della crosta sono le condizioni tecnologiche del processo di maturazione, e in particolare umidità, temperatura ed ecologia della microflora nella salamoia e nei locali di stagionatura. Le specie batteriche tipiche della crosta del taleggio sono Staphylococcus sciuri, St. xylosus, St. cohnii, Microbacterium lacticum, M. laevaniformans, Micrococcus sedentarius, M. halobius, Brevibacterium linens, B. casei, Caseobacter spp., Corinebacterium. La presenza di batteri che mostrano un'attività inibitoria contro Listeria monocytogenes può rappresentare una possibile barriera contro la moltiplicazione di questo patogeno e può spiegare il motivo per cui l'isolamento di Listeria sulla crosta del Taleggio è statisticamente un evento molto raro.
- Standard di qualità micologica: come standard micologico si intende la conta delle muffe per grammo o per ml, le specie fungine tipiche e quelle indesiderate. Si può così definire una "flora fungina tipica" che è costituita da quelle specie che sono costantemente presenti sulla superficie e nella massa del prodotto e che possono essere facilmente eliminate, senza lasciare tracce indesiderate, dal consumatore finale. Il formaggio Taleggio, nelle sue caratteristiche di tipicità, a stagionatura ultimata, presenta una crosta su cui è evidente la presenza di muffe. Nei prodotti di buona qualità e che hanno subito una corretta stagionatura, gli ammuffimenti superficiali non sono mai "coprenti", cioè diffusi omogeneamente su tutta la crosta, ma "localizzati" generalmente dove la crosta presenta contorni irregolari e, soprattutto, in corrispondenza dei marchi. La flora fungina tipica è rappresentata da muffe del genere Penicillium, in particolare Penicillium cyclopium westling e P. nalgiovensis, muffe del genere Mucor, in particolare Mucor racemosus e M. hiemalis, e Geotrichum candidum. Per quanto riguarda la pasta, sono presenti le medesime specie, in particolare P. cyclopium. Un numero di unità formanti tallo per grammo compreso tra 500 e 1000 è ritenuto compatibile con una buona qualità ed una corretta stagionatura del formaggio. Alcune ricerche hanno dimostrato la atossicità dei ceppi fungini tipici della crosta del Taleggio.[senza fonte]